# Colt Python
El Colt Python es un revólver calibre .357 que era fabricado por la empresa Colt Manufacturing Company de Hartford, Connecticut. A veces es mencionado como "Magnum de combate". Fue introducido al mercado en 1955, el mismo año que el revólver Modelo 29 calibre 11 mm de Smith & Wesson. El ya descontinuado Colt Python iba dirigido al segmento del mercado de revólveres de lujo. Algunos coleccionistas de armas de fuego y escritores como Jeff Cooper, Ian V. Hogg, Chuck Hawks, Leroy Thompson, y Renée Smeets han descrito al Python como uno de los mejores revólveres jamás fabricados.

## Descripción
El Colt Python es un revólver de doble acción calibrado para el potente cartucho .357 Magnum y que emplea el gran armazón "I" de Colt. Los Python son reconocidos por su precisión, disparador de recorrido suave y tambor que se cierra sólidamente.

## Historia
El Colt Python fue introducido por primera vez en 1955 como modelo de lujo de la línea Colt y originalmente iba a ser un revólver Target que dispararía el cartucho .38 Special con armazón grande. Por lo tanto, tiene un alza y un punto de mira de precisión ajustables, un gatillo suave, construcción sólida y más piezas metálicas. Los Python tienen una apariencia característica debido al resalte que abarca toda la parte inferior del cañón, la banda ventilada de este y sus mecanismos de puntería ajustables. Originalmente Colt fabricaba los Python con resaltes huecos, pero los dejó macizos para que funcionen como un contrapeso estabilizador del cañón. Cuando el revólver está amartillado, en el momento de presionar el gatillo, el tambor se mantiene fijo durante la duración del impacto del martillo. Otros revólveres tienen cierta soltura, incluso cuando están amartillados. El espacio entre el tambor y el cono de fuerza es muy estrecho, ayudando a incrementar la precisión y la velocidad. El cañón de cada revólver Python fue revisado en la fábrica con un láser, siendo el primer revólver producido en serie en emplear este método.

### Cese de producción
En octubre de 1999, Colt Manufacturing Co. anunció el cese de producción de los revólveres Python. En una carta de disculpa dirigida a los distribuidores en 2000, la empresa indicaba como principales motivos del cese de la serie Python, así como de otros modelos, las cambiantes condiciones del mercado y los costos de los procesos judiciales. La Colt Custom Gun Shop continuó haciendo un número limitado de Pythons bajo pedido hasta 2005, cuando incluso esta producción limitada cesó.

## Modelos y variantes

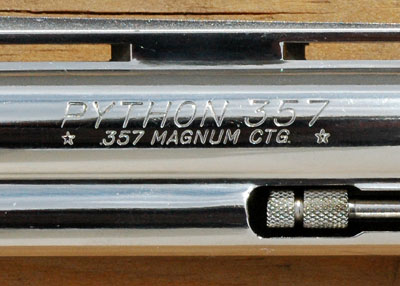
Marcaje Colt Python en el cañón.

El Python estaba originalmente disponible en dos acabados: Pavonado y Níquel Brillante. El modelo Níquel Brillante fue descontinuado tras la introducción del modelo Ultimate Stainless con acabados satinado y pulido espejo más durables. Los acabados de acero inoxidable y Pavonado fueron ofrecidos por Colt hasta el 2003 en el modelo Python Elite.
Los Python estaban disponibles con cañones de 6,4 cm (2,5 pulgadas), 7,6 cm (3 pulgadas), 10 cm (4 pulgadas), 15 cm (6 pulgadas) y 20 cm (8 pulgadas). El modelo de 15 cm fue el más popular en general y el modelo de 20 cm estaba destinado a la caza. Se puede coleccionar un revólver con cañón de 7,6 cm, aunque no es raro.
En 1980 se fabricó el modelo Python Hunter, con cañón de 20 cm y mira telescópica Leupold 2X instalada de fábrica. El Python Hunter fue el primer paquete de revólver de cacería listo para emplear hecho por un importante productor de armas. La mira telescópica fue montada sobre el cañón usando soportes Redfield y el revólver iba dentro de un maletín Haliburton. Fue descontinuado en 1990 y se ofreció brevemente como un modelo Custom Shop después. Un modelo de Python Target se hizo durante varios años solamente en calibre .38 Special, con acabados pavonado y níquel.
La Colt fabricó en pequeñas cantidades dos variantes del Python. El primero fue el Colt Boa de 1985, un revólver calibre.357 Magnum de producción limitada, hecho para la Horton Lew Distributing Company de Massachusetts. Tenía un cañón de Python acoplado a un armazón de Trooper Mk V. Se fabricaron 600 revólveres con cañones de 15 cm (6 pulgadas) y 600 revólveres con cañones de 10 cm (4 pulgadas), de los cuales 100 iban en pareja. Aunque visualmente se parece a un Python, es sustancialmente diferente en lo que a sus mecanismos respecta. El segundo fue el Colt Grizzly de acero inoxidable de 1994, otro revólver calibre.357 Magnum de producción limitada. Tenía un cañón de Python acoplado a un armazón de Colt King Cobra. Se fabicaron 500 revólveres de este modelo con cañones Magna-Ported de 15 cm (6 pulgadas) y tambores lisos sin estrías. El cañón con banda ventilada lleva grabada una huella de oso. Similar al Grizzly fue el Colt Kodiak, que era un Colt Anaconda con un cañón Magna-Ported y un tambor liso. Se fabricaron unos 2000 revólveres Kodiak.
Según R.L. Wilson, el historiador de la Colt, los revólveres Colt Python han sido coleccionados por Elvis Presley y varios reyes en el sentido tradicional: "Su Majestad (SM) Hussein I de Jordania encargó un número limitado de revólveres Python, con cañones de 10 cm (4 pulgadas) y 15 cm (6 pulgadas), como regalos para sus amigos selectos. La caja de transporte y el cañón fueron grabados con el escudo de Su Majestad. El Python para el Rey Juan Carlos de España llevaba su nombre bañado en oro sobre la placa lateral. Entre otros destinatarios célebres figural: el Rey Khalid y el Príncipe Fahed (Arabia Saudita), el Rey Hassan (Marruecos), el jeque Zyed (Emiratos Árabes Unidos), el presidente Anwar Sadat (Egipto) y el presidente Hafez Assad (Siria)."

## Uso

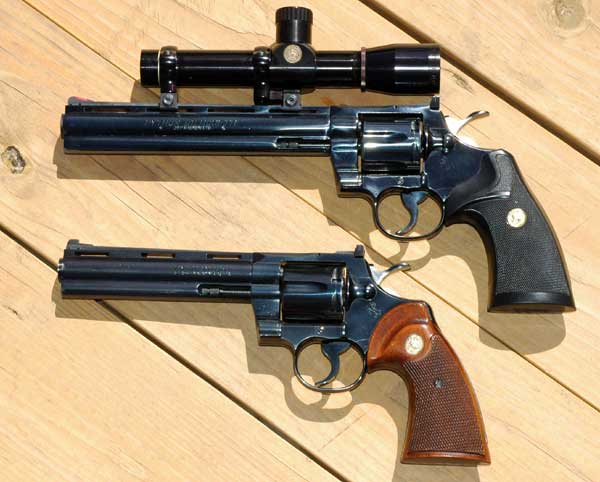
Dos Python con cañón de 20 cm (arriba) y 15 cm (abajo), pavonados.

El Python inmediatamente hizo incursiones en el mercado policial cuando fue introducido, siendo popular entre los policías uniformados el modelo con cañón de 15 cm (6 pulgadas) y considerado como óptimo el modelo con cañón de 10 cm (4 pulgadas) para los policías de civil. Sin embargo, desde entonces ha caído en desuso (junto a todos los demás revólveres) debido a que las cambiantes necesidades de las agencias policiales favorecieron la adopción de pistolas semiautomáticas. Cuando las agencias policiales se dieron cuenta de que las pistolas semiautomáticas de 9 mm disparaban un cartucho con características similares al .38 Special y tenían mayor capacidad de munición, empezaron a reemplazar sus revólveres por pistolas semiautomáticas y sus respectivas municiones. Los revólveres Colt Python continúan siendo populares en el mercado de armas de segunda mano, a pesar de alcanzar altos precios.
La Patrulla del Estado de Colorado utilizó revólveres Python pavonados con cañones de 10 cm (4 pulgadas) hasta que los reemplazaron con pistolas semiautomáticas S&W calibre 10 mm. La Patrulla del Estado de Georgia y la Patrulla de Carretera de Florida suministraron revólveres Python a sus oficiales.

## Críticas
El historiador oficial de la Colt, R.L. Wilson, describió al Colt Python como "el Rolls-Royce de los revólveres Colt" y el historiador de las armas de fuego Ian V. Hogg lo llamaba "el mejor revólver del mundo". Sin embargo, al revólver no le faltan detractores. La contraparte a la precisión del Colt Python es su tendencia a quedarse "atrasado" tras disparar continuamente. Esto es cuando el tambor no queda exactamente alineado con el cono de fuerza de la recámara, por lo cual el tirador puede ser rociado con pólvora quemada cuando dispara el revólver o este no disparará al apretar el gatillo. Cuando esto ocurre, el fijador del tambor necesita ser reajustado.
Martin Dougherty indica que el peso del Python es una desventaja, ya que es bastante pesado para un revólver, oscilando entre 1,08 kg (2,4 libras) y 1,17 kg (2,6 libras), apenas un poco más ligero que el M29 calibre.44 Magnum (el revólver de "Harry el Sucio").

## Apariciones en televisión y videojuegos
Este revólver aparece cómo una de las armas más potentes del primer juego de la saga Resident Evil. Una variante del mismo aparece en el juego Call of Duty: Black Ops, como arma secundaria en donde puede ser equipado con una mira ACOG o cambiar el cañón por uno más corto. Aparece también en otros juegos destacados como Grand Theft Auto: Vice City, Grand Theft Auto: Vice City Stories y la saga Half-Life, siendo en cada uno de ellos un revólver muy potente, generalmente capaz de matar con un solo disparo. También aparece en la serie The Walking Dead, en la cual es el arma emblema y principal de Rick Grimes. En el videojuego de Naughty Dog: The Last of Us, es una de las armas principales en la supervivencia de los protagonistas, Joel y Ellie; otro juego también en el que aparece es en Dead Frontier como un arma no muy potente pero muy eficaz para los principiantes, Otra aparición de esta arma es en el juego de supervivencia de mundo abierto Rust (videojuego) como una pistola de alta eficacia.
Hay una película francesa de 1975 llamada Police Python 357 protagonizada por Yves Montand que porta un revólver de 6" de esta marca y que es el protagonista secundario de la trama.